# انجمن نمایندگان یهودیان انگلستان
انجمن نمایندگان یهودیان انگلستان (Board of Deputies of British Jews) یا کمیته لندن نمایندگان یهودیان انگلستان (London Committee of Deputies of British Jews) سازمان اصلی یهودیان بریتانیا است. این سازمان در سال ۱۷۶۰ میلادی در لندن به دست بزرگان جامعه یهودیان سفاردی که عموماً از اسپانیا و پرتغال مهاجرت کرده بودند تشکیل شد. این سازمان از تاجگذاری جرج سوم حمایت مالی کرد. این سازمان دارای وظیفه حمایت از منافع یهودیان در انگلستان و در مناطق تحت اشغال آن بود. در این زمان یهودیان اشکنازی انگلستان نیز به تأسیس سازمان مشابهی اقدام کردند تا سرانجام در سال ۱۸۱۰ این دو بدنه با یکدیگر متحد شدند. این سازمان مهم‌ترین سازمان یهودی در انگلستان است و دارای تأثیر بسیار زیادی است. یکی از مهم‌ترین رهبران این سازمان موسی مونتیفیوری بود که نقش زیادی در کمک به یهودیان در کشورهای خارجی داشت.

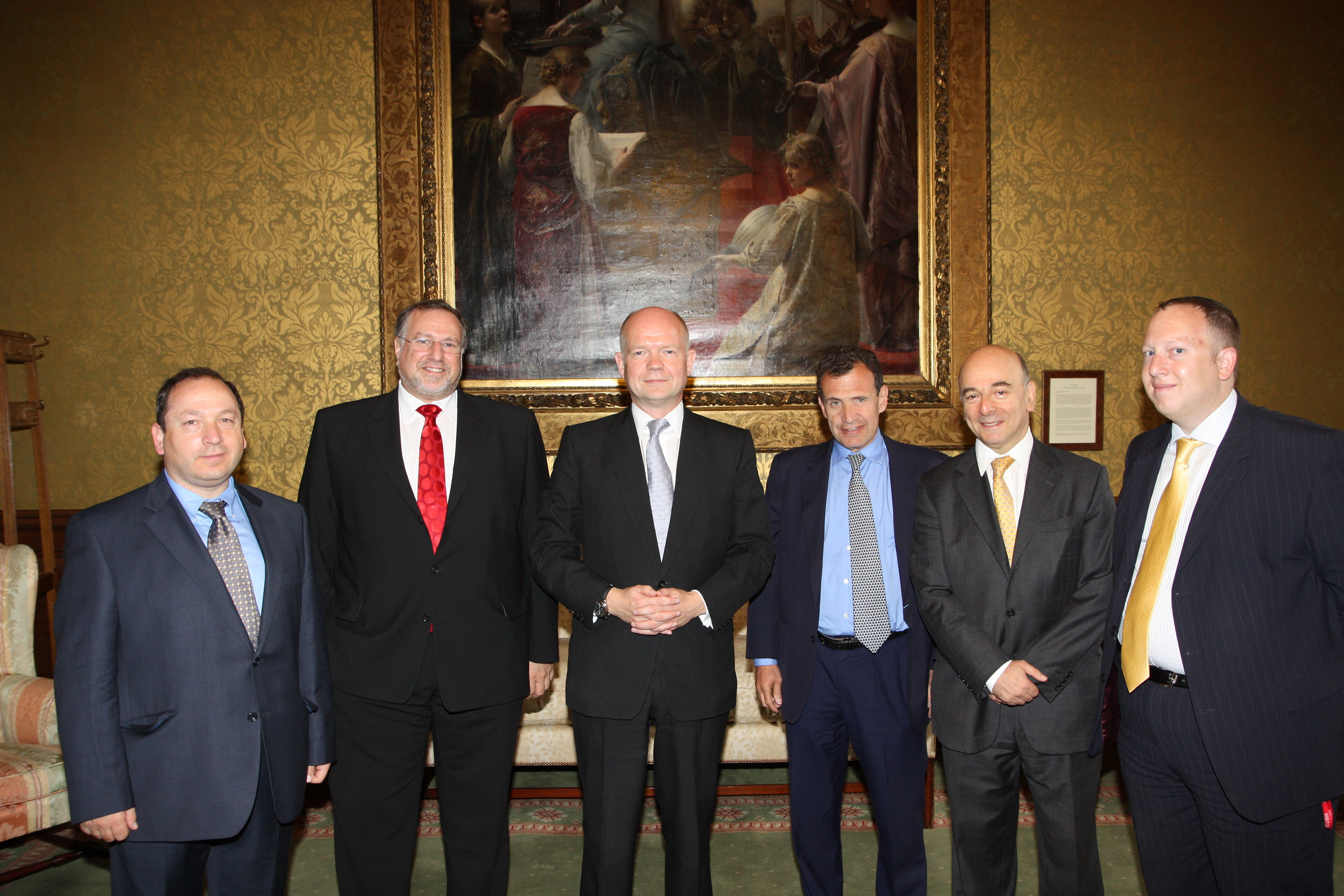
وزیر امور خارجه انگلستان، ویلیام هیگی در دیدار با روسای انجمن در سال ۲۰۱۱

## در ایران

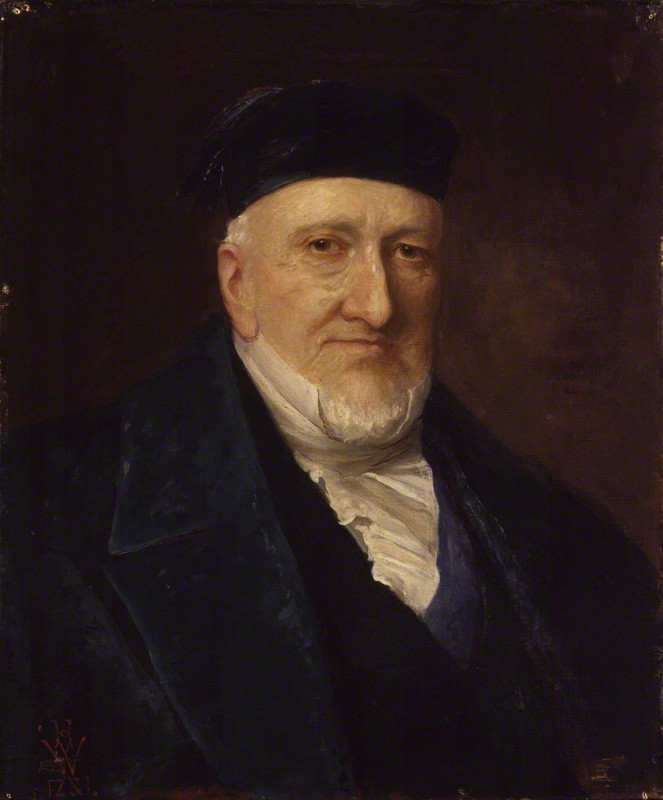
موسی مونتیفیوری

موسی مونتیفیوری با یهودیان ایران در تماس بود و مسائل یهودستیزی در قرن ۱۹ در ایران را به شدت دنبال می‌کرد. یهودیان همدان در سال ۱۸۴۰ میلادی یک نماینده به نام نیسیم بار سلوماه به انگلستان فرستادند تا از آزار و اذیت مسلمانان شکایت کنند. این نماینده با موسی مونتیفیوری که رئیس انجمن نمایندگان یهودیان انگلستان بود دیدار کرد و موسی مونتیفیوری به او مدارک زیادی در حمایت از یهودیان همدان داد. در سال ۱۸۷۳ ناصرالدین شاه قاجار سفری به اروپا و انگلستان داشت. در لندن نمایندگان سازمان انجمن نمایندگان یهودیان انگلستان با او دیدار کردند. شخص موسی مونتیفیوری با شاه دیدار کرد. در این دیدار مونتیفیوری به شاه اعلام کرد که حق و حقوق برابر برای یهودیان در کشورهای مدنیت یافته یک مسئله قدیمی است و شاه باید قوانین ضد یهودی مذهبی را در ایران لغو کند. ناصرالدین شاه پس از دیدار با او و دیدار با نمایندگان سازمان اتحاد جهانی آلیانس در پاریس اعلام کرد که قوانین ضد یهودی را لغو کرده و از این پس یهودیان ایرانی دارای حقوق برابر با مسلمانان خواهند بود.